# مارتي بيرغن
مارتي بيرغن (بالإنجليزية: Marty Bergen)‏ هو لاعب الجسر ‏ أمريكي، ولد في 21 أبريل 1948.

## وصلات خارجية
- الموقع الرسمي